# Тарнобжегская республика
Тарнобжегская республика (пол. Republika Tarnobrzeska) — советская республика с центром в городе Тарнобжег, провозглашённая на территории Галиции 6 ноября 1918 года и распущенная после её аннексии Польшей.

## Предыстория
В связи с превращением области в зону военных действий Первой мировой войны и распадом Австро-Венгерской империи, сопровождавшимся падением жизненного уровня и подъёмом национального самосознания, особое развитие приобрели тенденции самоопределения и самоуправления. Осенью 1918 года в городе Тарнобжег постоянно собирались митинги и демонстрации крестьян. 6 ноября 1918 года собравшиеся на тридцатитысячный митинг крестьяне под предводительством социалиста Томаша Домбаля и ксёндза Эугениуша Оконя решили взять власть в свои руки.

## Тарнобжегская республика
Ко вновь образованной республике присоединились такие города, как Кольбушова, Мелец и Сандомир.
По примеру Октябрьской революции на народном вече было решено последовать коммунистическим идеям: ликвидировать буржуазное государство с его парламентаризмом и начать земельную реформу. Одновременно с этим стали формироваться советы и проводиться набор в крестьянскую милицию.
Однако уже в начале 1919 года Тарнобжегская республика прекратила своё существование, когда польская армия заняла Галицию, а правительство сформировало Ликвидационный комитет (пол. Polska Komisja Likwidacyjna Galicji i Śląska Cieszyńskiego), призванный ассимилировать местное население и разорвать его социокультурные и экономические связи с соседями.